# Eva (canal de televisão)
Eva foi um canal de televisão por assinatura africano fundando em 23 de março de 2015 pela AMC Networks International, o canal era dedicado a telenovelas latino-americanas, totalmente dubladas em inglês e português. As telenovelas Amor cautivo e La mujer perfecta, estrearam no lançamento do canal. Sua extinção decorreu em 30 de novembro de 2021.
Posteriormente, foi lançado o Eva+, um canal irmão, também com a mesma programação do Eva.

## Programas transmitidos
| Estreia                | Título                     | Título local               | Título local             | País de origem | Emissora original      | Horário (CAT) | Ref.          |
| Estreia                | Título                     | Em inglês                  | Em português             | País de origem | Emissora original      | Horário (CAT) | Ref.          |
| ---------------------- | -------------------------- | -------------------------- | ------------------------ | -------------- | ---------------------- | ------------- | ------------- |
| 16 de março de 2020    | Valiente Amor              | Brave Love                 | Amor Valente             | Peru           | América Televisión     | 16:00         | [ 5 ] [ 6 ]   |
| 17 de março de 2020    | La chúcara                 | Rebel in Love              | La Chucara               | Chile          | TVN                    | 15:00         | [ 7 ] [ 8 ]   |
| 1 de maio de 20201     | The Bold and the Beautiful | The Bold and the Beautiful | Belas e Corajosas        | Estados Unidos | CBS                    | 17:30         | [ 9 ] [ 10 ]  |
| 26 de julho de 2020    | Para verte mejor           | Just Looking               | Para Verte Mejor         | Venezuela      | Venevisión             | 19:00         | [ 11 ] [ 12 ] |
| 11 de outubro de 2019  | La colombiana              | The Colombian Women        | —                        | Chile          | TVN                    | 15:00         | [ 13 ]        |
| 9 de outubro de 2019   | Nadie me quita lo bailao   | Zumba                      | Zumba                    | Colômbia       | RCN Televisión         | 17:00         | [ 14 ]        |
| 24 de outubro de 2018  | A que no me dejas          | I Dare You To Leave        | A Que Não Me Deixa       | México         | Las Estrellas          | 16:00         | [ 15 ]        |
| 20 de junho de 2018    | La luz de mis ojos         | Light My Eyes              | Luz dos Meus Olhos       | Colômbia       | RCN Televisión         | 17:00         | [ 16 ]        |
| 28 de maio de 2018     | Antes muerta que Lichita   | Anything but Plain         | Antes muerta que Lichita | México         | Las Estrellas          | 15:00         | [ 17 ]        |
| 5 de abril de 2018     | Mis tres Marías            | My Three Daughters         | Minhas Três Filhas       | Peru           | América Televisión     | 13:00         | [ 18 ]        |
| 26 de dezembro de 2017 | Taxxi, amores cruzados     | Taxxi                      | Taxxi                    | Argentina      | Telefe                 | 16:00         | [ 19 ]        |
| 22 de setembro de 2017 | Corazón traicionado        | Betrayed Heart             | Coração Traído           | Venezuela      | RCTV                   | 14:00         | [ 20 ]        |
| 26 de julho de 2017    | Caminos de Guanajuato      | The Roads of Guanajuato    | Esqueci Que te Amava     | México         | Azteca Uno             | 17:00         | [ 21 ]        |
| 9 de junho de 2017     | La vecina                  | The Neighbor               | A Vizinha                | México         | Las Estrellas          | —             | [ 22 ]        |
| 12 de abril de 2017    | La otra cara del alma      | The Other Side of the Soul | A Outra Cara da Alma     | México         | TV Azteca              | —             | [ 23 ]        |
| 28 de março de 2017    | Tanto amor                 | So Much Love               | Tanto Amor               | México         | Azteca Uno             | —             | [ 24 ]        |
| 1 de agosto de 2016    | Somos familia              | We are family              | Somos Família            | Argentina      | Telefe                 | —             | [ 25 ]        |
| 16 de maio de 2016     | Amores con trampa          | Fooled into Love           | Amores com Trapaça       | México         | Las Estrellas          | —             | [ 26 ]        |
| 29 de abril de 2016    | Voltea pa' que te enamores | Fallen Over Love           | Amor Inesperado          | Venezuela      | Univision • Venevisión | 16:00         | [ 27 ]        |
| 1 de março de 2016     | Piel salvaje               | Wild Skin                  | Pele Selvagem            | Venezuela      | RCTV                   | 14:00         | [ 28 ] [ 29 ] |
| 25 de janeiro de 2016  | Allá te espero             | Wait for Me                | Espere Por Mim           | Colômbia       | RCN Televisión         | 15:00         | [ 30 ]        |
| 11 de janeiro de 2016  | Buscando a María           | Searching For María        | À Procura de Maria       | Chile          | Chilevisión            | —             | [ 31 ]        |
| 2 de outubro de 2015   | Amor secreto               | Secret Love                | Amor Secreto             | Venezuela      | Venevisión             | —             | [ 32 ]        |
| 7 de setembro de 2015  | Cuando me enamoro          | Timeless Love              | Quando me Apaixono       | México         | Las Estrellas          | —             | [ 33 ]        |
| 4 de junho de 2015     | Correo de inocentes        | Whit The Innocent          | Correio dos Inocentes    | Colômbia       | RCN Televisión         | —             | [ 34 ]        |
| 23 de março de 2015    | La mujer perfecta          | The Perfect Woman          | A Mulher Perfeita        | Venezuela      | Venevisión             | —             | [ 35 ]        |
| 23 de março de 2015    | El encantador              | The Swindler               | O Sedutor                | Colômbia       | Caracol Televisión     | —             | [ 35 ]        |
| 23 de março de 2015    | La Suegra                  | The Mother in Law          | A Sogra                  | Colômbia       | Caracol Televisión     | —             | [ 35 ]        |
| 23 de março de 2015    | Siempre tuya Acapulco      | A Love To Remember         | Lembrando uma Vida       | México         | Azteca Uno             | —             | [ 35 ]        |
| 23 de março de 2015    | Vivir a destiempo          | Timeless Love              | Viver Errando            | México         | Azteca Uno             | —             | [ 35 ]        |
| 23 de março de 2015    | Amor cautivo               | Prisoner of love           | Prisão de Amor           | México         | TV Azteca              | —             | [ 35 ]        |

1 Transmitido a partir da 31.ª temporada.